# Luperco de Berito
Luperco de Berito o Luperco de Beirut (del griego Λούπερκος Lupercus y Berito, la antigua Colonia Iulia Augusta Felix Berytus, actualmente, Beirut) fue un gramático griego que estuvo activo durante el reinado del emperador romano Galieno (253-268) y antes del reinado de Claudio el Gótico.
Luperco basó su popularidad escribiendo un volumen sobre reglas gramaticales, El arte de la gramática, otro en dialecto ático, La dicción del ático. También escribió en griego Sobre la palabra, Sobre el pavo real, Sobre los camarones, La fundación de Arsinoe en Egipto o hasta 13 libros sobre los géneros masculino y femenino. donde superó a Elio Herodiano, uno de los más importantes gramáticos de la antigüedad grecorromana, en muchos aspectos.